# Alexandre Gemignani
Alexandre Gemignani   (São Paulo, 26 de juny de 1925 - São Paulo, 8 de març de 1998) fou un jugador de bàsquet brasiler que va competir durant les dècades de 1940 i 1950.
El 1948 va prendre part en els Jocs Olímpics de Londres, on guanyà la medalla de bronze en la competició de bàsquet. El 1949 guanyà la medalla de plata al Campionat sud-americà de bàsquet.